# Tuck Andress

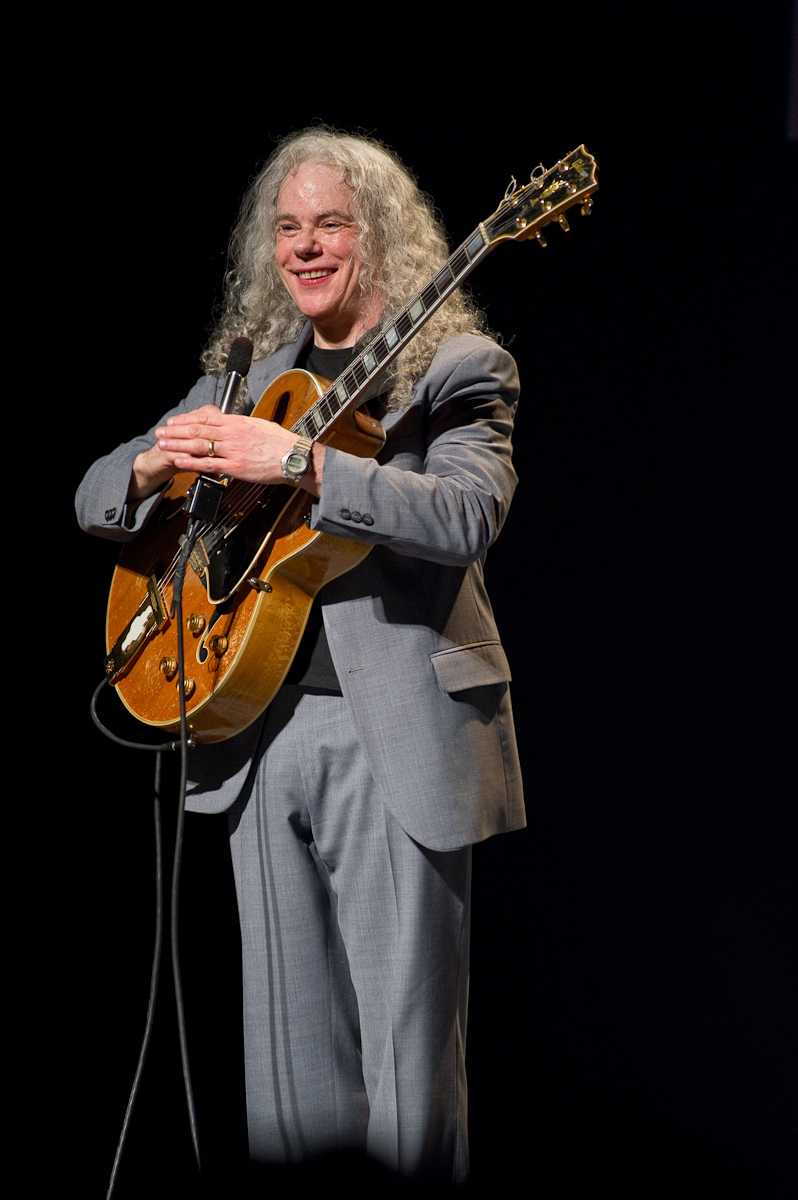
Tuck Andress, 2011

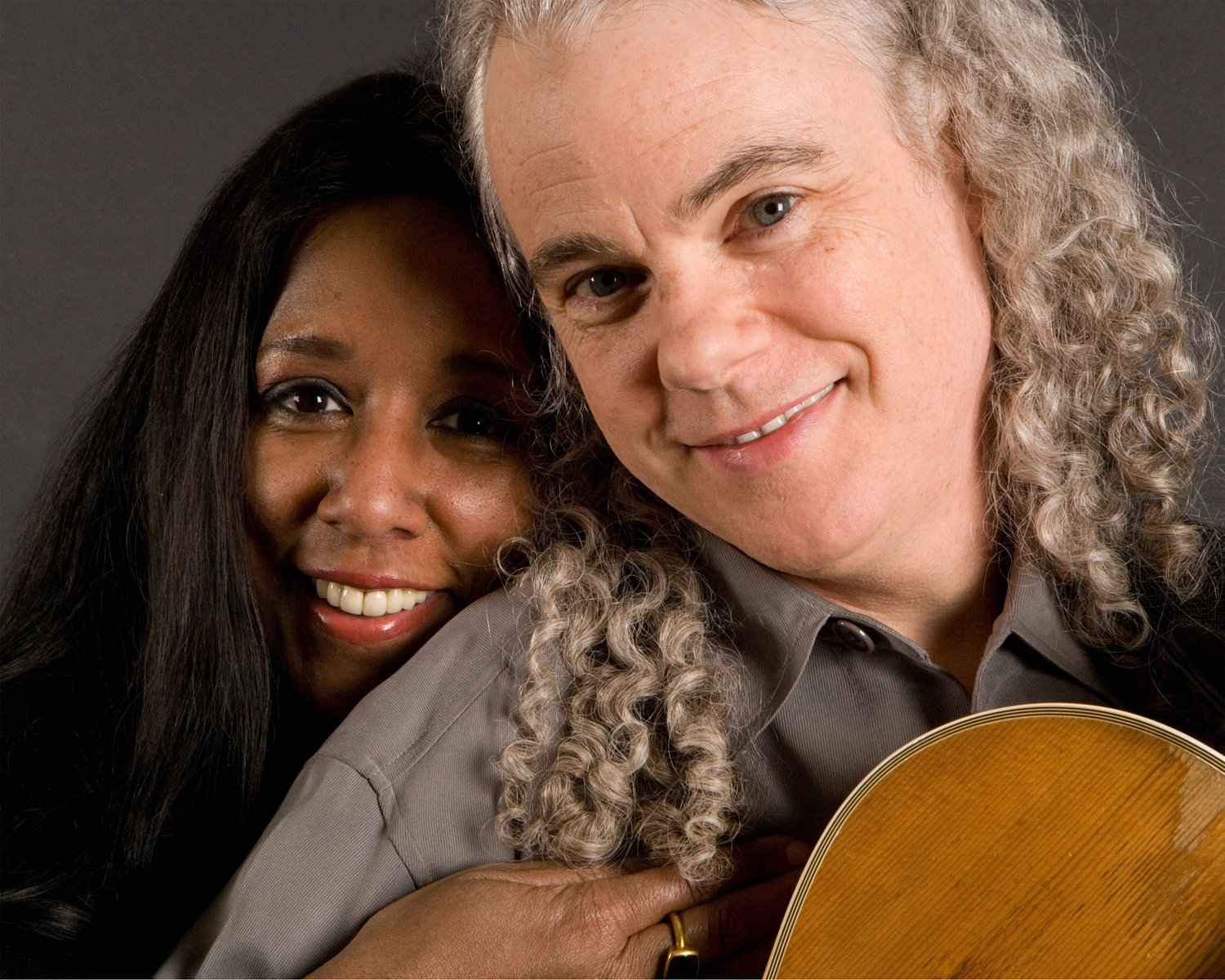
Tuck & Patti

Tuck Andress (* 28. Oktober 1952 in Tulsa, Oklahoma) ist ein US-amerikanischer Jazz-Gitarrist.

## Biographie
Zusammen mit seiner Frau, der Sängerin Patti Cathcart, bildet Tuck Andress das Duo Tuck & Patti. Seit 1979 spielt das Duo sowohl eigene Songs wie auch Jazzstandards.
Nachdem Andress erst 13 Jahre das Plektrumspiel bevorzugte, hat er sich auf das, zumeist auf einer nur diskret verstärkten halbakustischen Gitarre dargebotene, Fingerpicking verlegt, das er virtuos beherrscht.
Als seine Haupteinflüsse nennt Tuck Andress George Benson, Jimi Hendrix und Larry Carlton.
Mit Pat Martino spielt er auf dessen Album Two Of A Kind mit diesem das Titellied, bei dem er seinen flippig-funkigen, mit plötzlichen Stops und durchmarschierendem Bass versehenen Fingerpicking-Stil zeigt.

## Diskographie

### Soloalben
- 1990 – Reckless Precision
- 1991 – Hymns, Carols and Songs About Snow

### Zusammen mit Patti Cathcart als Duo Tuck & Patti
- 1988 – Tears of Joy
- 1989 – Love Warriors
- 1991 – Dream
- 1994 – Learning How To Fly
- 1997 – The Best of Tuck & Patti
- 1998 – Paradise Found
- 2001 – Taking The Long Way Home
- 2002 – As Time Goes By
- 2002 – Chocolate Moment
- 2003 – A Gift of Love
- 2006 – Pure Tuck & Patti
- 2007 – I Remember You